# Common Management Information Protocol
Common Management Information Protocol (CMIP) – standardowy protokół monitoringu sieciowego opracowany przez organizację ISO, będący implementacją Common Management Information Services (CMIS) - standardu OSI definiującego funkcje dla sieciowego monitoringu i sterowania. CMOT (CMIP over TCP) jest wersją uruchamianą w sieciach TCP/IP, natomiast CMOL (CMIP over LLC) jest wersją dla sieci lokalnych IEEE 802 (Ethernet, Token Ring itp.). Najczęściej używaną konfiguracją jest CMIP over TCP/IP opisana w standardzie internetowym RFC 1006.
Protokół CMIP jest zdefiniowany w dokumencie ITU-T X.711: Common Management Information Protocol (CMIP).
Datagramy CMIP'u są wysyłane ze stacji zarządzającej (manager) do zarządzanego elementu sieci. Na poziomie logicznym zarządzany element sieci składa się z obiektów (tzw. instancje obiektów zarządzanych, ang. MOI). Zestaw tych obiektów zawarty w elemencie sieciowym tworzy tzw. bazę obiektów czyli (ang.) MIB (tak samo jak w SNMP). Protokół CMIP składa się z następujących rozkazów:
- M-CREATE – czyli utwórz nowy obiekt
- M-DELETE – wymaż obiekt istniejący
- M-GET – zwróć informację o istniejącym obiekcie
- M-SET – zmień wartości atrybutów istniejącego obiektu
- M-ACTION – wywołaj funkcję zdefiniowaną dla danego obiektu

Oprócz tego obiekty wysyłają samodzielnie (tj. nie wskutek zapytania ze stacji zarządzającej) alarmy oraz notyfikacje żeby zwrócić uwagę stacji zarządzającej na ważne zdarzenia zaszłe w elemencie sieciowym.
CMIP jest zorientowany obiektowo. We wczesnych latach 90. cecha ta wydawała się być zbyt wielkim obciążeniem dla (przeważnie dość prostych) elementów sieciowych, dlatego został opracowany protokół SNMP (S od simple) jako uproszczona wersja CMIP'u. Zostały w nim pominięte rozkazy CREATE i DELETE a obiekty zastąpione zostały płaskimi tabelami.
Do definicji obiektów i ich zachowania używany jest język GDMO, zaś do definicji typów danych używanych między managerem a elementem sieciowym notacja ASN.1. Pewne bazowe obiekty potrzebne do definicji MIB zdefiniowane są w standardach ISO/OSI jak np. ITU-T X.720: Structure of Management Information (SMI). Dla wielu systemów istnieją standardowe MIB-y jak np. ITU-T G.774: Synchronous Digital Hierarchy (SDH) Information Model.
Sam Protokół CMIP używa protokołu ROSE (należącego do grupy protokołów ISO/OSI) jako serwisu komunikacyjnego.